# Довжанська сільська рада (Іршавський район)
| Довжанська сільська рада — колишній орган місцевого самоврядування у Іршавському районі Закарпатської області з адміністративним центром у с. Довге. Розташована в передгір'ї Боржавських полонин. Сільській раді були підпорядковані населені пункти: - с. Довге |

## Склад ради
Рада складалася з 26 депутатів та сільського голови.

## Керівний склад сільської ради
Сільський голова — Симканич Віктор Михайлович

## Населення
За переписом населення України 2001 року в сільській раді мешкали 6794 особи.

### Мова
Розподіл населення за рідною мовою за даними перепису 2001 року:
| Мова       | Відсоток |
| ---------- | -------- |
| українська | 97,26 %  |
| словацька  | 1,53 %   |
| російська  | 0,88 %   |
| угорська   | 0,07 %   |
| німецька   | 0,06 %   |
| білоруська | 0,04 %   |
| румунська  | 0,03 %   |
| польська   | 0,01 %   |